# José Zapiola Cortés
José Zapiola Cortés (Santiago, 1802-ibídem, 5 de abril de 1885) fue un compositor y político chileno, destacado por su aporte a la cultura de su ciudad natal.

## Biografía
Hijo ilegítimo del abogado argentino Bonifacio Zapiola y Lezica y de la chilena Carmen Cortés, asistió a una escuela pública. Después de estudiar en la Escuela de Letras del fray Antonio Briseño, a la que ingresó en 1812, brevemente como aprendiz en un taller de artesanías en plata. 
Aprendió a tocar el clarinete de forma autodidacta después de que su madre le regalara un instrumento y en 1820 ingresó como instrumentista ad honorem a la catedral Metropolitana de Santiago. Luego sirvió como clarinetista en el Batallón n.º 2 de las Guardias Nacionales y se convirtió en director de una de las bandas de música del Séptimo Batallón.
Después viajó a Argentina (1824-1825) y al regresar colaboró en la Sociedad Filarmónica fundada por Isidora Zegers y Carlos Drewetcke; dirigió un grupo de música en el Teatro Nacional, ejerció como director de orquesta ante compañías líricas y fue encargado de fundar cinco nuevas bandas militares. 
Fue maestro de capilla de la catedral santiaguina entre 1864 y 1874.
Falleció en la ciudad de Santiago en 1885.

## Aportes a la música chilena
Compuso Domine ad adjuvandum me (1835), la misa de Réquiem a la muerte de Diego Portales (1837), y los himnos de Yungay (1839) y a San Martín (1842). El Himno a la victoria de Yungay, con letra de Ramón Rengifo Cárdenas, fue estrenado el 8 de abril de 1839 y, con el tiempo, llegó a ser considerado por muchos como un segundo himno nacional.
Además, fue uno de los impulsores de la recuperación de la música del himno patrio, compuesto por Manuel Robles. La canción, que reescribió sacándola de su memoria tras haberse perdido todos los escritos y pautas, fue publicada en la Revista de las Bellas Artes.
En 1842, organizó conciertos musicales en Santiago y Valparaíso, que le granjearon una medalla de oro por parte del gobierno en reconocimiento de sus servicios.
Nombrado director del Conservatorio Nacional de Música en 1852, fundó al año siguiente, junto con Isidora Zegers Montenegro, el peruano José Bernardo Alzedo y Francisco Oliva, el Semanario Musical, la primera publicación periódica sobre música en Chile. Sin embargo, renunció al poco tiempo por la falta de interés de la autoridad por este tipo de iniciativas. Ambos cargos le hicieron merecedor de ser denominado como la primera autoridad nacional en música.
En 1882, publicó sus memorias Recuerdos de treinta años, donde relata sucesos históricos, costumbres de la época y datos autobiográficas que abarcan el periodo 1810-1840.

## Vida política
Miembro del Partido Liberal, fue un férreo opositor al gobierno de Manuel Bulnes, lo que le valió ser deportado a la ciudad de Ancud en 1850. Dos décadas más, tarde fue elegido como regidor por Santiago (1870-1872).
Autor del libro La Sociedad de la Igualdad i sus enemigos.[cita requerida]